# Calolampra signatura
Calolampra signatura es una especie de cucaracha del género Calolampra, familia Blaberidae.

## Distribución
Esta especie se encuentra en la isla Santa Elena, Haití y Australia.